# ماستر أيوزو
ماستر أيوزو هو مخرج أفلام فرنسي ولد في 14 أبريل 1974.

## روابط خارجية
- ماستر أيوزو على موقع IMDb (الإنجليزية)
- ماستر أيوزو على موقع روتن توميتوز (الإنجليزية)
- ماستر أيوزو على موقع ألو سيني (الفرنسية)
- ماستر أيوزو على موقع ميوزك برينز (الإنجليزية)
- ماستر أيوزو على موقع ميوزك برينز (الإنجليزية)
- ماستر أيوزو على موقع أول موفي (الإنجليزية)
- ماستر أيوزو على موقع أول موفي (الإنجليزية)
- ماستر أيوزو على موقع قاعدة بيانات الأفلام السويدية (السويدية)
- ماستر أيوزو على موقع أول ميوزيك (الإنجليزية)
- ماستر أيوزو على موقع أول ميوزيك (الإنجليزية)
- ماستر أيوزو على موقع أول ميوزيك (الإنجليزية)